# Gavin Rees
Gavin Rees (ur. 10 maja 1980 w Gwent) – walijski bokser, były mistrz świata organizacji WBA w kategorii junior półśredniej (do 140 funtów).
Karierę zawodową rozpoczął w 1998. 21 lipca 2007 dostał szansę walki z mistrzem świata WBA, Souleymane M’baye, i nieoczekiwanie pokonał go na punkty, zdobywając pas mistrzowski. Tytuł mistrza świata stracił już w następnej walce, w marcu 2008, przegrywając przez techniczny nokaut w ostatniej 12 rundzie z Andrijem Kotelnykiem.
Na ring powrócił 21 sierpnia 2009 roku, pokonując mało wymagającego boksera, Johnny’ego Greavesa. Greaves, który wygrał zaledwie dwie z trzydziestu ośmiu walk, zastąpił w ostatniej chwili innego pięściarza. Jego trener poddał go w przerwie między czwartą i piątą rundą.
W grudniu 2009 wziął udział w 9 edycji turnieju Prizefighter. Jest to jednodniowy turniej rozgrywany metodą pucharową, pokazywany na brytyjskim kanale sportowym Sky Sports. Każdy pojedynek trwa trzy trzyminutowe rundy. W turnieju wzięło udział ośmiu pięściarzy walczących w kategorii junior półśredniej. Rees zwyciężył w turnieju, pokonując kolejno na punkty Colina Lynesa, Jasona Cooka i Teda Bamiego.
9 kwietnia 2010 pokonał na punkty Abdoulaye Soukounę. Walka odbyła się w kategorii lekkiej. 4 czerwca 2011 pokonał jednogłośnie na punkty Andy’ego Murraya (24-1, 12 KO) i wywalczył wakujący tytuł mistrza Europy EBU w kategorii lekkiej.